# Hassan Bah
Hassan Bah, född 8 januari 1944 i Conakry i Franska Guinea i Franska Västafrika (nu Guinea), är en guineansk-svensk musiker.
Bah har sedan 1969 varit bosatt i Sverige och varit verksam som percussionist med djembe och kongoma som specialitet. Under åren 1972–1978 och från återföreningen 2001 var han medlem i folkrockgruppen Kebnekajse i vilken han spelade svensk folkmusik med afrikanska rytminstrument. Han lämnade bandet 2024.
Bah har medverkat på en rad musikalbum; utöver åtta album med Kebnekajse även på inspelningar med bland andra Cornelis Vreeswijk, Eric Bibb, Babatunde Tony Ellis, NOWlab, Happy Boys Band och Hasse Walli & Afro-Line . I eget namn har han utgivit albumet Foyé (2004).